# فيدار مارتينسن
فيدار مارتينسن (بالنرويجية البوكمول: Vidar Martinsen)‏ هو لاعب كرة قدم نرويجي في مركز الدفاع، ولد في 11 مارس 1981 في Råde ‏ في النرويج. شارك مع منتخب النرويج تحت 21 سنة لكرة القدم. أما مع النوادي، فقد لعب مع نادي فريدريكستاد.

## وصلات خارجية
- فيدار مارتينسن على موقع اتحاد النرويج (النرويجية)
- فيدار مارتينسن على موقع قاعدة بيانات كرة القدم.إي يو (الإنجليزية)